# Вулиця Петруся Бровки (Мінськ)
Вулиця Петруся Бровки (біл. Вуліца Петруся Броўкі) — вулиця в Мінську, названа на честь білоруського радянського письменника і поета Пятруся Бровки.
Починається біля проспекту Незалежності, перетинає вулиці Платонова і Ботанічну.
По ділянці вулиці Петруся Бровки від проспекту Незалежності до вулиці Платонова проходить кордон між Радянським і Первомайським районами. Решта вулиці пролягає в Первомайському районі.

## Історія
До 1982 року вулиця називалася Підлісна (тяглася до вул. Платонова), на початку розташовувалася епідеміологічна станція.

### Назва
Названа на честь білоруського радянського письменника і поета Пятруся Бровки (біл. Петро Усцінавіч Броўка; літературний псевдонім — біл. Пятрусь Броўка).

## Транспорт
Громадський транспорт по вулиці не ходить. На ділянці від проспекту Незалежності до вулиці Платонова рух транспорту одностороній (у бік вулиці Платонова).
Проїзд можливий автобусом 37-го маршруту, від зупинки «Будинок Друку» (ст. метро «Академія Наук») до зупинки «Бровки» (перетин вулиці П. Бровки і вулиці Платонова). Проїхати до початку вулиці можна на автобусах 25-го і 100-го маршрутів від зупинки «Будинок Друку» (ст. метро «Академія Наук») до зупинки «П. Бровки».

## Будівлі
Стиль — конструктивізм (30-ті роки XX століття), стиль 50-х років XX століття.
Характерна особливість — мала кількість житлових будинків. Тому у вихідні і після роботи на вулиці менше людей, ніж в робочий період.

### Ліва (непарна) сторона

#### До перетину вулиці Платонова
| Адреса                      | Об'єкти                                                                                              |
| --------------------------- | --- |
| вул. П. Бровки, 1           | |
| проспект Незалежності, 64   | 1-ша клінічна лікарня, пологове відділення, Міське паталогоанатомічне бюро, 4-та жіноча консультація |
| вул. П. Бровки, 3, корпус 1 | Гуртожиток № 2 БілМАПО                                                                               |
| вул. П. Бровки, 3, корпус 2 | Комітет державного контролю Мінської області, Кафе «Brutto», Интерфакс-Запад                         |
| вул. П. Бровки, 3, корпус 3 | БілМАПО                                                                                              |
| вул. П. Бровки, 5           | Експрес-кафе                                                                                         |
| вул. П. Бровки, 7           | Мінський обласний клінічний центр «Психіатрія — наркологія»                                          |
| вул. П. Бровки, 7А          | РНПЦ медичних технологій, інформатизації, управління та економіки охорони здоров'я (РНПЦ МТ)         |
| вул. П. Бровки, 9           | Мінська обласна дитяча клінічна лікарня, Мінський обласний шкірно-венерологічний диспансер           |
| вул. П. Бровки, 11          | Мінський обласний центр гігієни, епідеміології і громадського здоров'я                               |
| вул. П. Бровки, 11А         | |
| вул. П. Бровки, 13          | Мінський міський центр гігієни і епідеміології                                                       |

#### Між вулицями Платонова і Ботанічною
| Адреса                                  | Об'єкти                                                                                         |
| --------------------------------------- | ----------------------------------------------------------------------------------------------- |
| вул. П. Бровки, 15 (вул. Платонова, 38) | Інститут тепло - і масообміну ім. А.В. Ликова Національної академії наук Білорусі               |
| вул. П. Бровки, 15, корпус 20           | Інститут тепло- і масообміну ім. О.В. Ликова Національної академії наук Білорусі, кафе «Мілана» |
| вул. П. Бровки, 17                      | Сервісний центр                                                                                 |
| вул. П. Бровки, 19                      | Інститут фізики твердого тіла і напівпровідників Національної академії наук Білорусі            |
| вул. П. Бровки, 19б                     | УП «Феррит» НАН Білорусі                                                                        |
| вул. П. Бровки, 21                      | Станція технічного обслуговування                                                               |
| вул. П. Бровки, 21/2                    | РУП «Мінскэнерго»                                                                               |

#### Після перетину вулиці Ботанічної
| Адреса                                                               | Об'єкти |
| -------------------------------------------------------------------- | ------- |
| вул. П. Бровки, 23 (вул. Ботанічна, 10)                              |         |
| вул. П. Бровки, 25, корпус 1                                         |         |
| вул. П. Бровки, 25, корпус 2 (розташований на правій стороні вулиці) |         |
| вул. П. Бровки, 27                                                   |         |

### Права (парна) сторона

#### До перетину вулиці Платонова
| Адреса                                                                   | Об'єкти |
| ------------------------------------------------------------------------ | --- |
| вул. П. Бровки, 2 (проспект Незалежності, 62)                            | «Мінський державний вищий радіотехнічний коледж» |
| вул. П. Бровки, 4 вул. П. Бровки, 6 вул. П. Бровки, 8 вул. П. Бровки, 10 | Корпуси БДУІР (перший — 1964 р.) |
| вул. П. Бровки, 8а                                                       | Їдальня, більярдний клуб «Классик». |
| вул. П. Бровки, 12/3                                                     | Їдальня УО «Білоруська державна академія зв'язку» |
| вул. П. Бровки, 12а                                                      | Гуртожиток № 2 УО «Білоруська державна академія зв'язку»                                                                                                   |
| вул. П. Бровки, 12 (епоха 50-х років XX століття)                        | Гуртожиток готельного типу та Гуртожиток № 1 УО «Білоруська державна академія зв'язку», Кафе «У Барысыча», Сауна «У Петруся», продуктовий магазин «Семела» |
| вул. П. Бровки, 14                                                       | «Вищий державний коледж зв'язку» (навчальний корпус № 2) (будівля 1931 р.)                                                                                 |
| вул. П. Бровки, 16                                                       | |
| вул. П. Бровки, 18                                                       | ВАТ «Промзв'язок» |

#### Між вулицями Платонова і Ботанічною
| Адреса                                  | Об'єкти |
| --------------------------------------- | --- |
| вул. П. Бровки, 20 (вул. Платонова, 36) | Кафе «Жбан» |
| вул. П. Бровки, 22                      | «Мінський державний художній коледж імені О.К. Глєбова», кафе «LOFT»                                                                 |
| вул. П. Бровки, 24                      | Белкоопсоюз (Мінське районне споживче товариство), Філія СТОВ «Белкоопстрах», продуктовий магазин (філія «Мінський» Мінського РАЙСТ) |
| вул. П. Бровки, 28                      | |
| вул. П. Бровки, 30                      | Діагностична станція № 153, Станція технічного обслуговування, шиномонтаж, Автомийка (ручна)                                         |
| вул. П. Бровки, 32                      | Їдальня № 190 |
| вул. П. Бровки, 32а                     | Житловий будинок |
| вул. Ботанічна, 25                      | Гуртожиток № 2 Мінського заводу шестерень                                                                                            |

#### Після перетину вулиці Ботанічній
| Адреса                       | Об'єкти |
| ---------------------------- | ------- |
| вул. П. Бровки, 25, корпус 2 |         |

## Світлини

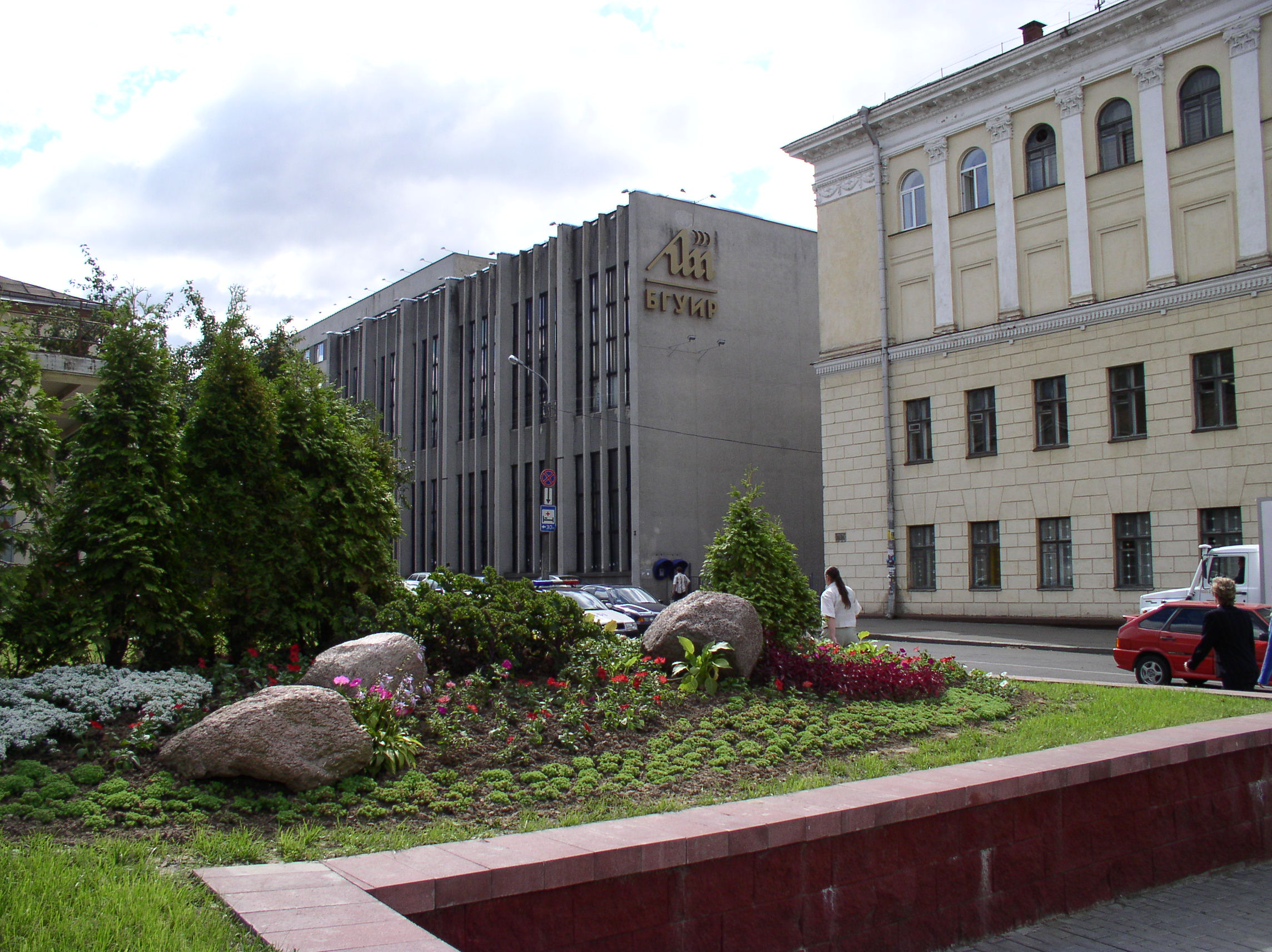
Початок вулиці Петруся Бровки: вигляд від Проспекту Незалежності. Другий корпус БДУІР